# NASCAR Countdown
NASCAR Countdown è stato il cosiddetto pre-gara della ESPN per le gare NASCAR. Lo show debuttò il 17 febbraio 2007 a Daytona per la gara Nationwide Series (allora Busch). 
La durata dello show era di 30 minuti, se si trattava di gare Nationwide, mentre di un'ora se si trattava di una gara Sprint Cup.
Il programma era anche disponibile in HD su ESPNHD o ESPN2HD o ABCHD. NASCAR Countdown andava in onda da uno studio che assomigliava molto all'Hollywood Hotel della NASCAR on FOX.

## Guarda anche...
- NASCAR on ESPN
- NASCAR Now